# Thomas Evans (Politiker)
Thomas Evans (* im Accomack County, Colony of Virginia; † 1815) war ein US-amerikanischer Politiker. Zwischen 1797 und 1801 vertrat er den Bundesstaat Virginia im US-Repräsentantenhaus.

## Werdegang
Thomas Evans besuchte die öffentlichen Schulen seiner Heimat und studierte danach am College of William & Mary in Williamsburg. Nach einem anschließenden Jurastudium und seiner Zulassung als Rechtsanwalt begann er in diesem Beruf zu arbeiten. Gleichzeitig schlug er eine politische Laufbahn ein. In den Jahren 1780 und 1781 sowie zwischen 1794 und 1796 saß er im Abgeordnetenhaus von Virginia. Er wurde Mitglied der Ende der 1790er Jahre von Alexander Hamilton gegründeten Föderalistischen Partei.
Bei den Kongresswahlen des Jahres 1796 wurde Evans im zwölften Wahlbezirk von Virginia in das damals noch in Philadelphia tagende US-Repräsentantenhaus gewählt, wo er am 4. März 1797 die Nachfolge von John Page antrat. Nach einer Wiederwahl konnte er bis zum 3. März 1801 zwei Legislaturperioden im Kongress absolvieren. Während dieser Zeit wurde im Jahr 1800 die neue Bundeshauptstadt Washington, D.C. bezogen. Im Jahr 1798 war Evans am Amtsenthebungsverfahren gegen US-Senator William Blount beteiligt.
1802 zog er nach Wheeling im heutigen West Virginia. In den Jahren 1805 und 1806 war Evans nochmals Abgeordneter im Staatsparlament von Virginia. Er starb im Jahr 1815. Weder sein Sterbeort noch das genaue Todesdatum sind überliefert.